# Universidade de Roskilde
A Universidade de Roskilde (em dinamarquês: Roskilde Universitet); RUC) é uma universidade e instituição de pesquisa da Dinamarca. Foi fundada em 1972. Possui cerca de 7 800 estudantes e mais de 950 funcionários (2020). O campus da universidade está localizado dentro da cidade de Roskilde. 
A criação desta universidade foi uma resposta do Governo Dinamarquês às revoltas estudantis que ocorreram em 1968 na Dinamarca. Ela baseia seu sistema acadêmico nos trabalhos em grupo e, também, em um ensino caracterizado por uma abordagem interdisciplinar, por meio da combinação de distintas áreas de conhecimento. 
A maioria dos cursos são ministrados em dinamarquês; todavia, alguns cursos têm sido oferecidos em inglês. A universidade é membro da Associação das Universidades Europeias (EUA).

## Estudantes e professores notáveis
- Agnes Obel[3]
- Anders Hede Madsen
- Lore
- Johanne Schmidt-Nielsen
- Lone Simonsen
- Simon Emil Ammitzbøll-Bille
- Thomas Tufte
- Tinne Hoff Kjeldsen[4]
- Tove Skutnabb-Kangas
- Vincent F. Hendricks

## Doutoreshonoris causa
- Boaventura de Sousa Santos[5]
- Bob Jessop
- Christiane Alba-Simionesco
- David Harvey
- Göran Therborn[6]
- Gøsta Esping-Andersen
- James Feeney
- Jerzy Regulski
- Nancy Fraser
- Naomi Oreskes
- Ngugi Wa Thiong'o
- Riccardo Petrella